# Elimination Chamber (2014)
Elimination Chamber (2014) (hay No Escape (2014) ở Đức) là một sự kiện pay-per-view (PPV) đấu vật chuyên nghiệp sản xuất bởi WWE. Sự kiện Elimination Chamber thứ 5 này diễn ra vào ngày 23 tháng 2 năm 2014, tại Target Center ở Minneapolis.
Sự kiện gồm 8 trận đấu, bao gồm cả pre-show. Trong sự kiện chính, trận đấu Elimination Chamber tranh đai WWE World Heavyweight Championship, Randy Orton giành lại đai trước John Cena, Daniel Bryan, Christian, Cesaro và Sheamus.
Sự kiện có 183.000 lượt mua, giảm so với năm ngoái là 213.000 lượt mua. Đây là sự kiện WWE pay-per-view cuối cùng trước khi vận hành WWE Network trong đêm hôm sau và làm giảm đáng kể số lượt mua pay-per-view thông thường.

## Kết quả
| #                                                                                     | Kết quả | Thể loại                                                                  | Thời gian |
| ------------------------------------------------------------------------------------- | --- | ------------------------------------------------------------------------- | --------- |
| 1P                                                                                    | Cody Rhodes và Goldust đánh bại RybAxel (Curtis Axel và Ryback) (cùng với Larry Hennig)                                    | Trận đấu đồng đội                                                         | 10:25     |
| 2                                                                                     | Big E (c) đánh bại Jack Swagger (cùng với Zeb Colter)                                                                      | Trận đấu đơn tranh đai WWE Intercontinental Championship                  | 11:50     |
| 3                                                                                     | The New Age Outlaws (Billy Gunn và Road Dogg) (c) đánh bại The Usos (Jey Uso và Jimmy Uso)                                 | Trận đấu đồng đội tranh đai WWE Tag Team Championship                     | 8:34      |
| 4                                                                                     | Titus O'Neil đánh bại Darren Young                                                                                         | Trận đấu đơn                                                              | 8:17      |
| 5                                                                                     | The Wyatt Family (Bray Wyatt, Erick Rowan và Luke Harper) đánh bại The Shield (Dean Ambrose, Roman Reigns và Seth Rollins) | Trận đấu đồng đội 6 người                                                 | 22:42     |
| 6                                                                                     | Cameron đánh bại AJ Lee (c) (cùng với Tamina Snuka) bằng luật chống phạm quy                                               | Trận đấu đơn tranh đai WWE Divas Championship                             | 4:30      |
| 7                                                                                     | Batista đánh bại Alberto Del Rio                                                                                           | Trận đấu đơn                                                              | 7:11      |
| 8                                                                                     | Randy Orton (c) đánh bại Cesaro (cùng với Zeb Colter), Christian, Daniel Bryan, John Cena và Sheamus                       | Trận đấu Elimination Chamber tranh đai WWE World Heavyweight Championship | 37:30     |
| - (c) – chỉ người vô địch bước vào trận đấu - P – chỉ trận đấu diễn ra trong pre-show | |                                                                           |           |

### Thứ tự vào và loại trong Elimination Chamber
| Thứ tự loại | Đô vật          | Thứ tự vào | Bị loại bởi  | Hình thức loại                                      | Thời gian |
| ----------- | --------------- | ---------- | ------------ | --------------------------------------------------- | --------- |
| 1           | Sheamus         | 2          | Christian    | Bị đè sau đòn body splash từ trên nóc của một buồng | 26:03     |
| 2           | Christian       | 4          | Daniel Bryan | Bị đè sau đòn running knee                          | 27:12     |
| 3           | Cesaro          | 1          | John Cena    | Đập tay sau đòn STF                                 | 30:10     |
| 4           | John Cena       | 5          | Randy Orton  | Bị đè sau đòn Sister Abigail từ Bray Wyatt          | 32:38     |
| 5           | Daniel Bryan    | 3          | Randy Orton  | Bị đè sau đòn RKO                                   | 37:30     |
| Thắng cuộc  | Randy Orton (c) | 6          | Thắng cuộc   | Thắng cuộc                                          | 37:30     |

## Nhân sự trên màn ảnh khác
| Bình luận viên - Jerry Lawler - Michael Cole - John Bradshaw Layfield - Carlos Cabrera - (tiếng Tây Ban Nha) - Marcelo Rodriguez - (tiếng Tây Ban Nha) - Ricardo Rodriguez - (tiếng Tây Ban Nha) Bàn Pre-show - Josh Mathews - Mark Henry - The Miz - Rey Mysterio | Người phỏng vấn - Byron Saxton - Renee Young Ring announcer - Lilian Garcia Trọng tài - John Cone - Rod Zapata - Charles Robinson - Jason Ayers - Darrick Moore |